# کهنک بالا
کهنک شیرآباد  یا کهنک بالا، روستایی در دهستان زیربانداد بخش مرکزی شهرستان لاشار در استان سیستان و بلوچستان ایران است.

## جمعیت
بر پایه سرشماری عمومی نفوس و مسکن در سال ۱۳۹۵، جمعیت این روستا برابر با ۷۴۳ نفر (۲۰۴ خانوار) بوده‌است.